# Dominika na Letnich Igrzyskach Olimpijskich 2020
Dominika na Letnich Igrzyskach Olimpijskich 2020 – występ kadry sportowców reprezentujących Dominikę na igrzyskach olimpijskich, które odbyły się w Tokio w Japonii, w dniach 23 lipca - 8 sierpnia 2021 roku.
Reprezentacja Dominiki liczyła dwoje zawodników - jednego mężczyznę oraz jedną kobietę, którzy wystąpili w jednej dyscyplinie.
Był to siódmy start tego kraju na letnich igrzyskach olimpijskich.

## Reprezentanci

### Lekkoatletyka
Mężczyźni
| Zawodnik     | Konkurencja   | Eliminacje | Eliminacje | Półfinał | Półfinał | Finał | Finał   |
| Zawodnik     | Konkurencja   | Czas       | Miejsce    | Czas     | Miejsce  | Czas  | Miejsce |
| ------------ | ------------- | ---------- | ---------- | -------- | -------- | ----- | ------- |
| Dennick Luke | Bieg na 400 m | 1:54,30    | 46.        | NQ       | NQ       | NQ    | NQ      |

Kobiety
| Zawodniczka | Konkurencja | Kwalifikacje | Kwalifikacje | Finał     | Finał   |
| Zawodniczka | Konkurencja | Odległość    | Miejsce      | Odległość | Miejsce |
| ----------- | ----------- | ------------ | ------------ | --------- | ------- |
| Thea LaFond | Trójskok    | 14,60 m      | 3. Q         | 12,57 m   | 12.     |